# 쌍방심리주의
쌍방심리주의는 민사소송법상 심리에 관한 원칙으로 소송의 심리에서 당사자 양쪽에 평등하게 진술할 기회를 주는 것을 말한다. 당사자평등의 원칙 또는 무기평등의 원칙이라고도 한다.

## 참고 문헌
- 조상희, 『법학전문대학원 민사소송법 기본강의』. 한국학술정보(주), 2009. ISBN 9788953423077